# Gadelier rouge sauvage
Ribes triste
Espèce
Classification APG III (2009)
Le Gadelier rouge sauvage (Ribes triste Pall.) est un petit arbuste rampant s'enracinant facilement aux nœuds. Les feuilles, légèrement cordiformes ont la plupart du temps 3 lobes largement deltoïdes (parfois 5) ; les fleurs rouges sont à pédicelles glanduleux et s'épanouissent au printemps. Baie comestible, rouge, lisse, petite (diamètre 6-8 mm).

## Habitat
Bois humides et marais, répandu dans la région boréale de l'Ontario, au nord de la côte arctique.
Les infusions de ses fruits ont été utilisées comme lavements oculaires.